# Iwan Jischakewytsch
Iwan Sydorowytsch Jischakewytsch (* 6. Märzjul. / 18. März 1864greg. in Wyschnopil, Gouvernement Kiew, Russisches Kaiserreich; † 18. Januar 1962 in Kiew, Ukrainische SSR) war ein ukrainischer Maler und Grafiker.

## Leben
Iwan Jischakewytsch kam als erstes von 12 Kindern eines verarmten Bauern und dessen Ehefrau, einer Priestertochter, im Dorf Wyschnopil in der heutigen ukrainischen Oblast Tscherkassy zur Welt. Ab 1872 unterrichtete ihn ein Onkel in der Ikonenmalerei und von 1879 an besuchte er die Schule für Ikonenmalerei des Kiewer Höhlenklosters. Ab 1881 besuchte er die Kiewer Malschule, die von Mykola Muraschko, dem Stiefonkel von Oleksandr Muraschko und einem engen Freund Ilja Repins, geleitet wurde und in der Tradition der ukrainischen Kunst stand. 1883/84 beteiligte er sich bereits an der Restaurierung der Wandmalereien der Sankt-Kyrill-Kirche in Kiew und zwischen 1884 und 1888 studierte er an der Kaiserlichen Kunstakademie in Sankt Petersburg, die er als ausgebildeter Kunstlehrer verließ.
Von 1889 an arbeitete er als Lehrer und Restaurator von Kirchen und historischen Stätten im gesamten Russischen Reich. 1907 kehrte er nach Kiew zurück und war dort weiterhin als Künstler und Maler tätig. Er schuf eine Vielzahl realistischer Illustrationen von Werken ukrainischer Schriftsteller wie Taras Schewtschenko, Iwan Franko, Lessja Ukrajinka, Iwan Kotljarewskyj und Mychajlo Kozjubynskyj. So erhielt er 1939 für seine Illustrationen zu Taras Schewtschenkos Gedichtsammlung Kobsar den Staatspreis der UdSSR. Während der deutschen Besatzung lebte er in Kiew und setzte seine künstlerische Arbeit fort.
Jischakewytsch schuf während seines langen Lebens mehr als zwanzigtausend Werke. Er starb 97-jährig in Kiew, wo er  auf dem Baikowe-Friedhof beerdigt wurde.

## Familie
Iwan Jischakewytsch war zweimal verheiratet. Mit seiner ersten Frau, Agrafena Jakowlew, die er während seines Studiums in Sankt Petersburg heiratete, hatte er einen Sohn, der 16-jährig Suizid beging. Seine zweite Frau, Maria Ivanova, die er in Kiew heiratete, starb 1940 durch einen Sturz unter eine Straßenbahn. Mit ihr hatte er den Sohn Michael (1909–1975), der Komponist und Musikredakteur war.

## Ehrungen
- 1939 Staatspreis der UdSSR[2]
- 1951 Volkskünstler der Ukrainischen SSR[3]

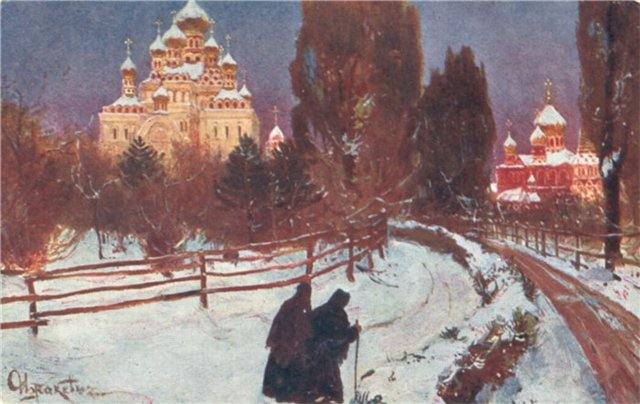
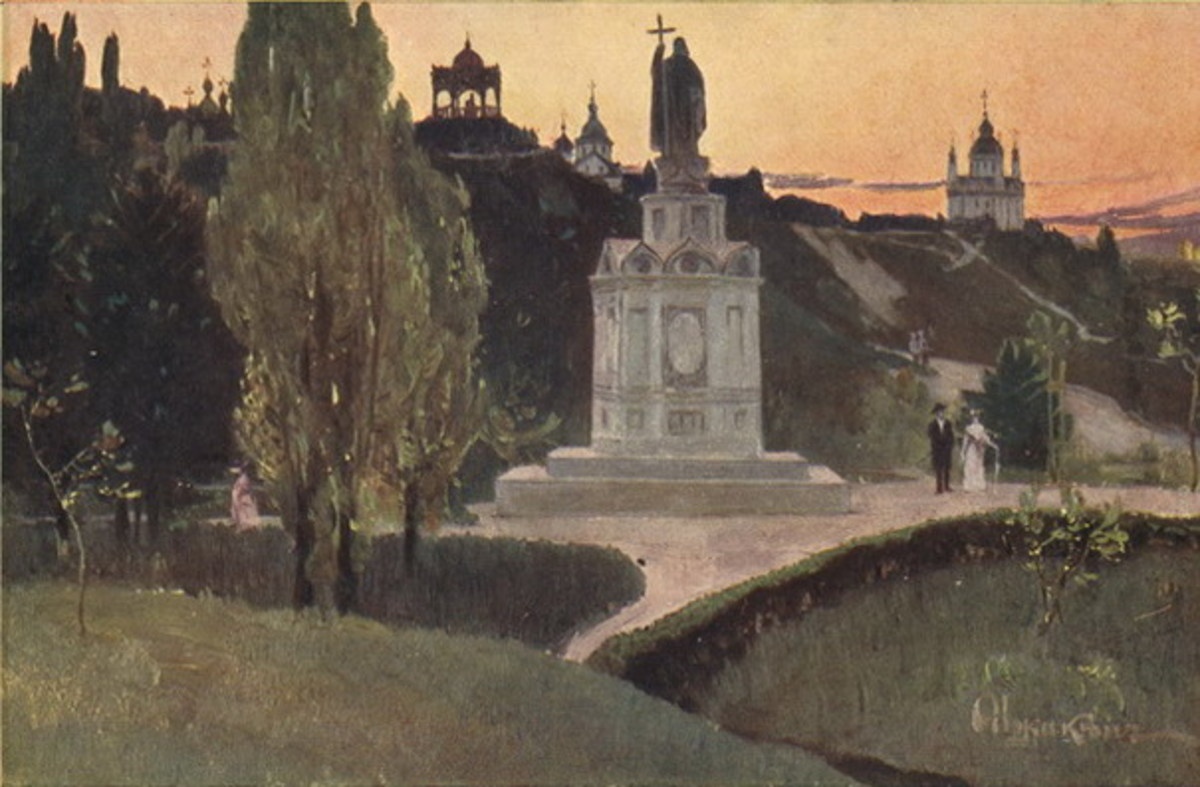
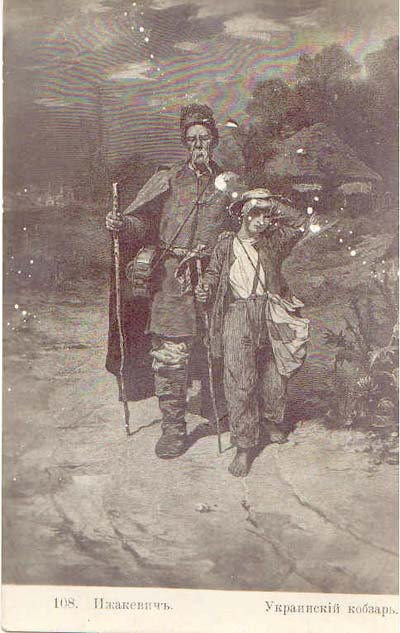
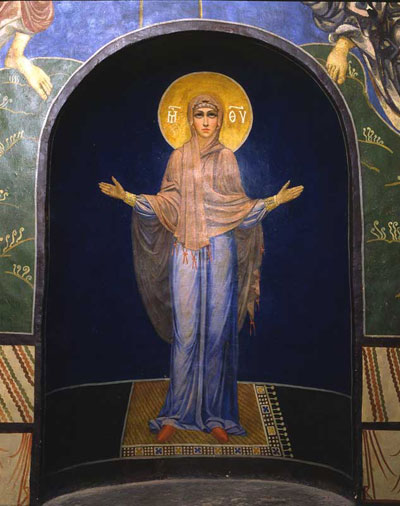